# Meistro Energie
Die Meistro Energie GmbH (Eigenschreibweise: meistro ENERGIE GmbH) ist ein Energiedienstleister mit Sitz in Ingolstadt ohne eigenes Stromnetz.

## Geschichte
Gegründet wurde die meistro ENERGIE GmbH nach eigenen Angaben im Oktober 2006 unter dem Namen meistro Strom GmbH.

„Der Unternehmenszweck stellt sich wie folgt dar:"Einkauf und Vertrieb von leitungsgebundenen Energien, insbesondere Elektrizität und Erdgas, zum Zwecke der Belieferung von gewerblichen Kunden aller Branchen in der Bundesrepublik Deutschland, Handel mit Energieprodukten am Terminmarkt zur Optimierung des Energieportfolios, Energieeffizienzberatung und Energiedienstleistungen aller Art sowie alle mit den vorstehenden genannten Geschäftsfeldern zusammenhängenden Tätigkeiten, ausgeschlossen sind nach dem Gesetz über das Kreditwesen genehmigungspflichtige Geschäfte."Das Kerngeschäft "Energie" wird durch die strategischen Geschäftseinheiten "Strom" und "Erdgas" abgebildet. Alle meistro Produkte sind bundesweit verfügbar sowie umwelt- und klimaschonend (klimaneutral gem. TÜV-Zertifizierung).“